# Christmas for You
Christmas For You — десятый студийный альбом немецкого поп-певца Томаса Андерса, выпущенный 16 ноября 2012 года.

## Обзор
После выпуска альбома Two, ставшего дуэтом с клавишником Уве Фаренкрогом, все фанаты Томаса предполагали, что их сотрудничество продолжится и в дальнейшем, и они станут новыми Modern Talking (как их часто называют после релиза альбома). Однако, ко всеобщему удивлению, Томас после выпуска этого альбома и отдельного сингла «No Ordinary Love» (дуэт с украинской певицей Камалией) решил взять паузу в сотрудничестве с Уве, и новый альбом вновь стал сольным.
Тематикой всего альбома является Рождество. Альбом вышел в двух изданиях. В составе Christmas for You 4 новые песни, остальные являются кавер-версиями известных рождественских песен, ранее исполненных другими исполнителями (например, хит Джорджа Майкла «Last Christmas»).
Christmas for You (Deluxe Edition) состоит из 2 CD и включает в общей сложности 5 новых композиций. Первый CD является полным аналогом обычного издания, второй состоит из четырёх треков среди которых аудиокнига сказки Ханса Кристиана Андерсена «Ель» и стихотворение Теодора Шторма «Дед Мороз».
Ранее, из вошедших в альбом песен, синглами были выпущены «Kisses for Christmas» (2008) и «The Christmas Song» (2010), однако самой популярной стала песня «It’s Christmastime».

## Список композиций
CD 1
| №   | Название                                                           | Длительность |
| --- | ------------------------------------------------------------------ | ------------ |
| 1.  | «It Must Have Been The Mistletoe»                                  | 3:03         |
| 2.  | «Christmas Is Just Around The Corner (From 'Cranberry Christmas')» | 2:42         |
| 3.  | «Sleigh Ride»                                                      | 2:40         |
| 4.  | «The Christmas Song»                                               | 3:11         |
| 5.  | «It's The Most Wonderful Time Of The Year»                         | 3:35         |
| 6.  | «Last Christmas»                                                   | 4:27         |
| 7.  | «Silverbells»                                                      | 3:54         |
| 8.  | «It's Christmastime»                                               | 3:15         |
| 9.  | «Kisses For Christmas»                                             | 3:09         |
| 10. | «Can You Hear The Snowflakes Falling»                              | 1:54         |
| 11. | «Have Yourself A Merry Little Christmas»                           | 2:45         |
| 12. | «A Christmas Love Song»                                            | 3:31         |
| 13. | «I'll Be Home For Christmas»                                       | 3:51         |
| 14. | «Silent Night»                                                     | 3:39         |
| 15. | «It's Just Another New Year's Eve»                                 | 3:38         |

CD2 (только в релизе Deluxe Edition)
| №  | Название          | Длительность |
| -- | ----------------- | ------------ |
| 1. | «Der Tannenbaum»  | 21:16        |
| 2. | «Knecht Ruprecht» | 1:59         |
| 3. | «Marry You»       | 2:54         |
| 4. | «Stille Nacht»    | 3:48         |

## Чарты
Германия — 99 место